# Panesthia modiglianii
Panesthia modiglianii är en kackerlacksart som beskrevs av Hanitsch 1932. Panesthia modiglianii ingår i släktet Panesthia och familjen jättekackerlackor. Inga underarter finns listade i Catalogue of Life.